# Georges Galipeau
Pour les articles homonymes, voir Galipeau.
Georges Galipeau, décédé le 29 octobre 2002 à Montréal, est un journaliste québécois.

## Biographie
Au Québec, il collabore aux journaux La Presse, Le Soleil et Le Nouveau Journal dans les années 1950 et au début des années 1960,. Il est également correspondant au Vietnam pour la United Press International. Par la suite, il est diplomate à l’ONU en 1960, d’abord pour des organismes scientifiques, puis des organisations d’aide aux réfugiés. Embauché par l'UNESCO, il sera directeur du Centre d'études des sciences et techniques de l'information en Afrique.
Il est le père de la journaliste Céline Galipeau.